# كأس إفريقيا للأندية البطلة 1979
كأس أفريقيا للأندية البطلة 1979 هي النسخة 15 من دوري أبطال أفريقيا .
توج يونيون دوالا الكاميروني بالكأس على حساب نادي هارتس أوف أوك الغاني .